# Kanton Saint-Georges-lès-Baillargeaux
Der Kanton Saint-Georges-lès-Baillargeaux war bis 2015 ein französischer Wahlkreis im Arrondissement Poitiers, im Département Vienne und in der Region Poitou-Charentes; sein Hauptort war Saint-Georges-lès-Baillargeaux. Vertreter im Generalrat des Departements war zuletzt von 1973 bis 2015 Francis Girault (DVD).
Der Kanton Saint-Georges-lès-Baillargeaux war 100,12 km² groß und hatte 12.233 Einwohner (Stand: 1999), was einer Bevölkerungsdichte von rund 122 Einwohnern pro km² entsprach. Er lag im Mittel 98 Meter über Normalnull, zwischen 56 Metern in Saint-Cyr und 144 Metern in Dissay.

## Gemeinden
Der Kanton bestand aus vier Gemeinden:
| Gemeinde                       | Einwohner Jahr | Fläche km² | Bevölkerungsdichte | Code INSEE | Postleitzahl |
| ------------------------------ | -------------- | ---------- | ------------------ | ---------- | ------------ |
| Dissay                         | 3.153 (2013)   | 23,71      | 133 Einw./km²      | 86095      | 86130        |
| Jaunay-Clan                    | 5.952 (2013)   | 29,67      | 201 Einw./km²      | 86115      | 86130        |
| Saint-Cyr                      | 1.071 (2013)   | 15,03      | 71 Einw./km²       | 86219      | 86130        |
| Saint-Georges-lès-Baillargeaux | 3.997 (2013)   | 33,9       | 118 Einw./km²      | 86222      | 86130        |